# Pteromalus australiensis
Pteromalus australiensis is een vliesvleugelig insect uit de familie Pteromalidae. De wetenschappelijke naam is voor het eerst geldig gepubliceerd in 1933 door Girault.